# Неш Бриџиз
Неш Бриџиз је америчка телевизијска серија. Премијерно је приказана на Си-би-ес телевизији 29. марта 1996. Има 122 епизоде, снимљене у 6 сезона.
Главну улогу тумачи Дон Џонсон, који игра полицијског капетана Неша Бриџиза, шефа Специјалне истражне јединице (СИЈ) (Special Investigate Unit -SIU). Поред Џонсона у главним улогама су и Чич Марин, Џеф Пери, Џоди Лин О'Киф, Хаиме Гомес и Џејмс Гамон.

## Радња серије
Неш Николас Бриџиз, рођен 07. децембра 1955. године, је полицијски капетан у Сан Франциску и командант Специјалне истражне јединице. Иза себе има два пропала брака и Касиди, ћерку из првог брака. Веома су значајна и његова кола, Плимут баракуда из 1971. коју му је оставио његов брат Боби. Неш живи са оцем Ником који пати од Алцхајмерове болести. Његов најбољи пријатељ и партнер је Џо Домингез. Поред Џоа, Нешови главни сарадници су Харви, бивши хипик и велики фан групе Грејтфул Дед, Еван Кортез, млади полицајац који је у вези са Нешовом ћерком и увек присутни полицајац Рони.

## Ликови у серији
Инспектор/Капетан Неш Бриџиз (Дон Џонсон) - главни лик серије.
Неш је изузетно успешан полицајац али није тако успешан у приватном животу пошто за собом има два пропала брака и много кратких пропалих веза. Потпуно је посвећен послу, живи са оцем Ником и сам брине о својој ћерки Касиди, након што је њена мајка отишла у Париз. Изузетно је везан за своју Баракуду, коју му је оставио давно нестали старији брат Боби пре одласка у Вијетнам.
Инспектор/Поручник Џо Домингез (Чич Марин) - Нешов најбољи пријатељ и партнер, често тражи начин да заради додатни новац па тако заједно са Нешом води приватну детективску агенцију "Бриџиз и Домингез". Са Нешовим оцем Ником брине о коњу Господину Вудију. Џо је духовит и увек настоји да развесели људе око себе. На почетку серије појављује се као пензионисани полицајац, али се постепено кроз епизоде прве сезоне враћа у полицију Сан Франциска. Ожењен је Швеђанком Ингер и са њом има двоје деце.
Инспектор Харви Лик (Џеф Пери) - полицајац који се веома разуме у технику, нарочито у компјутере. Иза себе има један пропали брак и ванбрачног сина и изузетно је посвећен послу. Најбољи Еванов пријатељ.
Инспектор Еван Кортез (Хаиме П. Гомес) (у сезонама 1996-2000) - млади инспектор који је у Сан Франциско дошао из Чикага, Харвијев најбољи пријатељ, током серије био је два пута пред венчањем са Нешовом ћерком Касиди. После раскида са Касиди, Еван пролази кроз изузетно тежак период током којег је удаљен из полиције, јер је узео 40.000 долара приликом полицијске акције. Пред крај пете сезоне Неш враћа Евана на посао. Такође се помирио са Касиди, али је у Лас Вегасу убијен пред само венчање. 
Инспектор Кејтлин Крос (Јасмин Блит) (у сезонама 1998-2000) - у првим епизодама нека врста надзорника СИЈ-а и Неша, касније се придружила јединици. Била је у љубавној вези са Нешом, али након раскида она одлази у Вашингтон.
Касиди Бриџиз (Џоди Лин О'Киф) - Нешова ћерка из првог брака, прво глумица, а након Еванове смрти постаје полицајац у СИЈ. На крају серије одлази да живи у Париз код мајке.
Ник Бриџиз (Џејмс Гамон) - живи са Нешом након што је избачен из пет старачких домова. Воли пецање и картање и пати од Алцхајмерове болести.
Полицајац Рони (Роналд Расел) - појављује се у великом броју епизода али врло кратко, обично приликом хапшења или саслушавања сумњиваца.
Инспектор Рик Бетина (Данијел Роубак) - Нешов глупи колега. Његов очух је шеф полиције Сан Франциска. Ухваћен од Неша у покушају да украде новац из полицијског пензионог фонда.